# Ambrose Dudley, III conte di Warwick

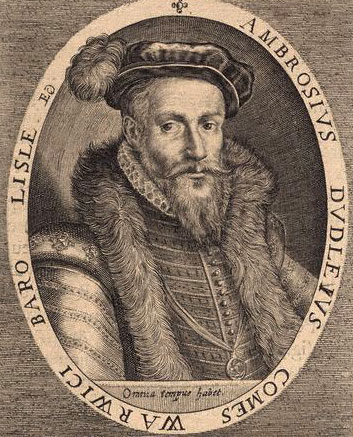
Ambrose Dudley

Ambrose Dudley (1530 – Londra, 21 febbraio 1590) è stato un generale inglese e conte di Warwick.

## Giovinezza
Nato intorno al 1590, Ambrogio Dudley era il quarto figlio di Sir John Dudley, poi visconte Lisle, conte di Warwick e duca di Northumberland, e di sua moglie Jane Dudley, duchessa di Northumberland. I coniugi Dudley avevano in tutto tredici figli che educarono secondo la religione protestante anglicana.
Tra i precettori di Ambrose e dei suoi fratelli figurarono, tra gli altri, il matematico John Dee ed il retore Thomas Wilson.
Nell'agosto 1549 Dudley si recò a Norfolk con suo padre e suo fratello minore Robert per combattere contro l'esercito ribelle contadino di Robert Kett.
Di ritorno a Londra, Dudley fu nominato cavaliere e sposò Anne Whorwood, figlia di William Whorwood, defunto procuratore generale. Nel 1552 ebbero una figlia che morì presto. Anche Anne morì nel 1552 a causa della Malattia del sudore.
Dudley si risposò per la seconda volta con Lady Elizabeth Tailboys, che era una baronessa nel suo pieno diritto, con grandi possedimenti in Lincolnshire e Yorkshire.
Dopo la morte di re Edoardo VI d'Inghilterra, il 6 luglio 1553, John Dudley, duca di Northumberland, che aveva guidato il governo del giovane re negli ultimi tre anni e mezzo, cercò di porre sul trono inglese sua nuora Lady Jane Grey, che nel testamento di Edoardo VI era stata preferita alle sorellastre Maria ed Elisabetta Tudor.
Quando Maria Tudor affermò il suo diritto al trono, John Dudley organizzò una spedizione in Anglia orientale, quartier generale della principessa. Partì il 14 luglio accompagnato dai suoi figli maggiori, John ed Ambrose. Cinque giorni dopo, il Consiglio privato cambiò schieramento non appoggiando più il partito di Jane Grey: il 20 luglio John Dudley venne arrestato a Cambridge coi suoi seguaci il giorno dopo.
Ambrose venne imprigionato nella Torre di Londra col padre ed i suoi quattro fratelli. Tutti vennero condannati a morte ma alla fine solo suo padre e Guildford Dudley, suo fratello più giovane e marito di Jane Grey, vennero giustiziati.
Dopo la morte naturale di John, suo fratello maggiore, nell'ottobre 1554, Ambrose si trovò ad essere suo erede ma rimase ancora a lungo nella Torre; venne rilasciato nel 1554 dopo richiesta di sua moglie, Lady Tailboys. Nel complesso, la richiesta di rilascio venne portata avanti dai fratelli e da loro cognato Henry Sidney, che fecero pressione sui nobili spagnoli legati al re consorte Filippo di Spagna.
Una volta liberati dal carcere, nel dicembre 1554 Ambrose e Robert Dudley presero parte ad uno dei numerosi tornei organizzati per celebrare il re consorte Filippo e l'alleanza anglo-spagnola.
Nel mese di gennaio 1555, la madre di Dudley morì, lasciandolo erede delle sue terre, che la regina Maria Tudor gli permise di acquisire nonostante il crimine commesso dalla sua famiglia. Tuttavia, fin quando Filippo rimase in Inghilterra, i fratelli Dudley furono i benvenuti.
Nel gennaio 1557 Ambroise, Robert ed Henry Dudley combatterono a fianco a Filippo, divenuto nel frattempo re di Spagna, contro la Francia partecipando alla battaglia di San Quintino, dove rimase ucciso Henry. Per i servigi resi dai due fratelli sopravvissuti, alla famiglia Dudley venne tolta l'onta che l'aveva colpita con atto del Parlamento nel 1558. Il costo della campagna militare tuttavia mandò quasi in bancarotta Ambrose e sua moglie, che dovettero ridurre le proprie spese.

## A servizio di Elisabetta I
Dopo che Elisabetta I salì sul trono nel novembre del 1558, Robert Dudley divenne suo grande favorito e questa posizione portò privilegi a tutta la famiglia. Ambrose ricevette infatti l'incarico di Master-General of the Ordnance, anche se cercò di ritardare la nomina per non essere accusato di favoritismi.
Quando la macchia di tradimento che aveva colpito la famiglia venne tolta nel 1558, i fratelli Dudley avevano rinunciato a qualsiasi diritto sui beni e sui titoli del padre. Tuttavia, il 25 e 26 dicembre 1561 Ambrose venne creato barone Lisle e conte di Warwick, e l'anno successivo ricevette gran parte delle terre confiscate al Duca di Northumberland, suo padre.
Il castello di Warwick, che la Regina visitò nell'estate 1572, divenne la residenza di Ambrose, mentre il vicino Castello di Kenilworth divenne quella di Robert.
Come il padre ed i loro avi, Ambrose e Robert Dudley adottarono l'orso ed il cencio come emblema araldico dei conti di Warwick.
Nel 1562 ebbe inizio la prima delle Guerre di religione francesi e la regina Elisabetta si trovò pressata dai suoi consiglieri affinché aiutasse gli ugonotti francesi. Questi si trovavano a Le Havre, che era stata assediata dai cattolici guidati dal duca di Guisa. Gli ugonotti offrirono alla regina la città in cambio del suo aiuto militare. Poi, una volta aver vinto i cattolici, le promisero di scambiare la città con Calais, ossia con la cittadina che l'Inghilterra aveva dovuto cedere alla Francia nel 1558.
Elisabetta accettò di inviare 6.000 uomini a presidiare Le Havre ed Ambrose Dudley venne scelto per guidare la spedizione al posto di Robert Dudley, che Elisabetta non avrebbe mai lasciato andare nonostante il suo forte desiderio di farlo.
Warwick arrivò a Le Havre a fine ottobre 1562 e riferì subito alla sua sovrana che la città non avrebbe resistito a lungo. Elisabetta mise subito in chiaro che non voleva in realtà impegnare attivamente il suo esercito nella causa ugonotta ma le interessava soltanto fare presenza per riavere Calais, come concordato coi protestanti francesi.
Nel marzo 1563 i contendenti francesi stipularono una breve pace ed Elisabetta decise di tenere a Le Havre fino a quando non avesse ottenuto Calais. I francesi riconciliatisi però si ritrovarono congiuntamente a marciare contro la guarnigione inglese.
Gli inglesi, guidati da Ambrose ed assiepati a Le Havre, cercarono di resistere ai bombardamenti francesi ma le fortificazioni della cittadina erano troppo deboli. Elisabetta allora, spinta anche dalla peste che stava flagellando le sue truppe, ordinò di arrendersi onorevolmente nel luglio 1563.
Ambrose, durante l'assedio, riportò una ferita alla gamba e tornò in Inghilterra gravemente malato. Suo fratello Robert corse a dargli il benvenuto a Portsmouth nonostante la peste ed i timori di Elisabetta.
Politicamente la spedizione era stata un disastro ma Warwick ottenne la gloria per il suo impegno tanto che venne premiato con l'assegnazione della signoria gallese di Ruthin e del cavalierato dell'Ordine della Giarrettiera.
Durante la sua assenza in Francia, Lady Tailboys era morta così l'11 novembre 1565 egli si risposò per la terza volta. La sposa era Anne Russell, figlia di Francis Russell, II conte di Bedford ed una delle amiche più care della regina. Robert Dudley, divenuto nel frattempo conte di Leicester, aveva organizzato l'unione.
Nel novembre 1569 scoppiò nel nord la Rivolta dei papisti che aveva come obiettivo di instaurare sul trono inglese la regina Maria Stuarda, cattolica, al posto di Elisabetta I.
Il conte di Warwick fu uno dei comandanti nominati per marciare contro la rivolta, che si dissolse rapidamente. A causa della cattiva salute, a Warwick fu presto permesso di tornare nelle sue terre.
Come Master-General of the Ordnance, Warwick occupava un posto di primo piano nella gestione e conservazione dell'artiglieria, delle munizioni e delle armi di piccolo calibro. Ebbe quindi un ruolo attivo nell'aiutare il principe Guglielmo d'Orange, fornendogli cannoni. Warwick infatti credeva fermamente nella causa protestante internazionale e questa sua azione gli attirò le accuse dell'ambasciatore spagnolo nel 1576 dal momento che le armi sarebbero state utilizzate contro il dominio spagnolo nei Paesi Bassi.
Nel 1573 Warwick venne ammesso al Consiglio privato. La sua partecipazione fu abbastanza regolare fino a quando diminuì a causa dei suoi problemi di salute nel 1580.
Al processo nel 1587 di Maria Stuarda ricoprì il ruolo di commissario. Il giorno della sentenza però Ambrose rimase assente.

## Vita privata
Ambrose Dudley fu uno dei principali mecenati del puritanesimo, la cui preoccupazione principale era la predicazione. Scoraggiato dalla Chiesa ufficiale, questo movimento dipendeva in gran parte da iniziative private di nobili influenti. Nel 1567 i conti Dudley, con nobiltà locale, fondarono un'associazione chiamata "i predicatori del Vangelo nella contea di Warwick".
Ambrose aiutò anche il predicatore John Field quando venne messo nei guai dalla pubblicazione di un libro sovversivo nel 1565; quando questi fu imprigionato nel 1572, Leicester e Warwick si adoperarono per trasformare la sua pena in isolamento presso la casa di un assessore di Londra, prima che fosse liberato del tutto.
Come suo fratello, Warwick investì il suo denaro finanziando esplorazioni e corsari; fu infatti il patrono principale di Martin Frobisher nel 1576 per la ricerca del Passaggio a Nord Ovest.
I due fratelli Dudley furono sempre molto legati affettivamente anche se condussero vite molto diverse: Ambrose, nonostante gli impegni militari che lo condussero lontano da casa, condusse una vita famigliare tranquilla al contrario di Robert, amante della stravagante vita di corte e favorito della regina.
Dopo il suo primo matrimonio, Ambrose rimase senza figli. La sua seconda moglie, Elizabeth Tailboys, subì una gravidanza isterica nel 1555. Anne Russell, che aveva quasi vent'anni più giovane del marito, si rivelò una partner congeniale.
Attraverso i loro nonni paterni i fratelli Dudley discendevano da John Talbot, I conte di Shrewsbury e da Richard de Beauchamp, XIII conte di Warwick. Tuttavia la mancanza di figli di Ambrose preoccupò profondamente Robert Dudley, che per molti anni non osò risposarsi per paura di dispiacere alla regina ed alla fine morì senza eredi diretti nel 1588.
La maggior parte degli immobili e dei debiti di Leicester furono trasmessi a Warwick che gravarono gli ultimi anni della sua vita.
Ambrose si prese inoltre cura del figlio adolescente illegittimo di Robert, che volle dichiarare suo erede.
Dal 1570 il conte di Warwick risiedette spesso nella sua casa a Northaw, nel Hertfordshire. Viaggiò poco non avendo più l'uso delle gambe. Nel gennaio 1590 si rese necessaria per gangrena l'amputazione di una gamba. Ambrose non sopravvisse all'operazione e morì a Londra il 21 febbraio. Fu sepolto nella Chiesa di Santa Maria a Warwick come i suoi antenati.